# ماوريسيو راموس (لاعب كرة قدم برازيلي)
ماوريسيو راموس (بالبرتغالية: Maurício Ramos‏)، لاعب كرة قدم برازيلي , من مواليد 10 أبريل 1985.
لعب سابقاً في نادي الشارقة ونادي السيلية .

## روابط خارجية
- ماوريسيو راموس على موقع اتحاد تركيا (لاعب) (الإنجليزية)
- ماوريسيو راموس على موقع قاعدة بيانات كرة القدم.إي يو (الإنجليزية)
- ماوريسيو راموس على موقع Soccerway.com (الإنجليزية)
- ماوريسيو راموس على موقع عالم كرة القدم.نت (الإنجليزية)